# Pläter
Pläter eller Sheffield plate är föremål tillverkade av en kopparplåt med sammanvalsade tunnare silverplåtar på vardera sidan. Det användes som ett billigare alternativ till föremål i massivt silver.
Metoden utvecklades av Thomas Boulsover i Sheffield 1742, och staden kom att bli ett centrum för tillverkning av föremål i tekniken. Efterhand spreds tekniken till Birmingham och London och börjar under 1800-talet även förekomma på kontinenten. Även i Sverige har föremål i pläter tillverkats. Endast plåtar kunde tillverkas och för föremål i mer avancerad form eller där plåtens kanter med den underliggande kopparplåten skulle varit synliga användes i stället argent haché. Från 1840-talet börjar plätern trängas undan av elektropläteringen. 
Det förekommer dock att även elektropläterade föremål kallas pläter, därför används ofta "sheffield plate" för att skilja mellan riktig pläter och galvaniskt försilvrade föremål som i stället kallas "electro plate" eller elektropläterade.